# Helena Koželuhová
Helena Koželuhová, též Helena Koželuhová-Procházková (7. května 1907 Brno – 6. května 1967 Boston), byla československá politička, členka Československé strany lidové a představitelka jejího pravicového křídla, odpůrkyně politiky KSČ a poslankyně Ústavodárného Národního shromáždění. Po roce 1948 žila v exilu.

## Život

### Mládí a účast v protinacistickém odboji
Byla druhou dcerou brněnského advokáta Františka Koželuhy a Heleny Čapkové-Koželuhové, byla tedy neteří Josefa a Karla Čapka. V Brně absolvovala obecnou školu a gymnázium. V roce 1928 získala doktorát obojího práva na Právnické fakultě Masarykovy univerzity. Posléze pracovala v advokátní kanceláři Adolfa Procházky, významného člena a později i ministra Československé strany lidové, se kterým se seznámila během studií a za kterého se v říjnu 1930 provdala. Oddal je strahovský opat Metoděj Jan Zavoral a za svědka jim šel Karel Čapek. V lednu roku 1935 složila advokátní zkoušky a stala se řádnou advokátkou v manželově kanceláři. Narodily se jim dvě dcery (1931, 1936).
V roce 1938 si manželé Procházkovi koupili dům v Roztokách u Prahy. Adolf Procházka počátkem německé okupace působil v odbojové organizaci Politické ústředí jako jeden z hlavních zástupců lidovců. Po prozrazení činnosti uprchl na začátku roku 1940 přes Slovensko, Maďarsko a Jugoslávii do Paříže a poté do Velké Británie. Helenu Koželuhovou zatklo gestapo, ale protože tvrdila, že ji manžel kvůli rozepřím opustil, podařilo se jí z vězení dostat na svobodu. Byla propuštěna a oficiálně rozvedena, ovšem i nadále byla sledována. Za heydrichiády ji nacisté znovu zatkli a deportovali do Terezína, odkud se dostala pod podmínkou, že se provdá. Vzala si dlouholetého rodinného přítele Jiřího Wilda. Spolu s ním a svými dcerami přesídlila na jaře 1943 do Bratislavy. Jiří Wild na Slovensku působil jako odborník na ministerstvu dopravy a veřejných prací. Byl v kontaktu s odbojem. Když vypuklo Slovenské národní povstání, odešel s rodinou do Banské Bystrice. Po porážce povstání se manželé uchýlili zpět do Bratislavy, kde zůstali do konce války.

### Poválečná politická kariéra
V květnu 1945 se z exilu vrátil Adolf Procházka a obnovil svazek s Helenou Koželuhovou, přičemž fiktivní manželství s Jiřím Wildem soud uznal za neplatné. Po válce vstoupila do obnovené lidové strany, kde se stala jednou z vůdkyní ostře protikomunistického křídla strany. Oblíbena byla zejména mezi studenty a mladší generací. Razila protikomunistický kurs, větší demokratizaci strany, omezení její klerikální politiky a spojenectví se slovenskou Demokratickou stranou.
Byla nadanou žurnalistkou, autorkou řady úvodníků, fejetonů a jiných článků publikovaných na stránkách Lidové demokracie a později také Obzorů. Její publicistika se vyznačovala precizním jasným stylem a logickým přístupem. Kriticky upozorňovala na nejrůznější omyly, přehmaty a tehdejší negativní společenské jevy.
V parlamentních volbách v roce 1946 byla zvolena poslankyní Ústavodárného Národního shromáždění za ČSL. Slib však nesložila a mandát nepřevzala. Během června 1946 na členství v parlamentu rezignovala. Místo ní do Národního shromáždění nastoupil Josef Herl.
Už před volbami se roku 1946 zabývala plánem na odstavení dosavadní skupiny okolo předsedy ČSL Jana Šrámka (měl se stát čestným předsedou). V dubnu 1946 se pokusila iniciovat personální změny ve vedení, ale nebyla úspěšná a vedení strany dokázalo zmanipulovat volby do výkonného výboru ČSL tak, aby pravicové křídlo bylo eliminováno. Po neúspěšných volbách v roce 1946 Koželuhová nicméně ve své kritice pokračovala. Obvinila vedení strany ze zanedbání předvolební kampaně a požadovala ostřejší protikomunistický kurs, laicizaci strany (menší vliv kněží), zpochybňovala zahraniční orientaci ČSR na Sovětský svaz a inspirovala se křesťansko demokratickými soudobými proudy v západní Evropě. O svých plánech mluvila s některými členy ČSL, ale dva méně významní regionální politici lidové strany její aktivity nahlásili Františku Hálovi. Následovala protiakce a v červnu 1946 byla Koželuhová ze strany vyloučena. To vedlo k ostrému rozštěpení voličské základny, jejíž podstatná část odmítala její vyloučení a požadovala jeho přešetření. Klub lidových akademiků i většina krajských organizací ČSL požadovala svolání mimořádného sjezdu. Tomu ale Jan Šrámek a František Hála dokázali zabránit. I po vyloučení ze strany se podílela na publicistické činnosti a neúspěšně se snažila o vytvoření nové politické strany.

### Poúnorový život v exilu
Po únorovém převratu v roce 1948 uprchla v březnu s manželem a oběma dcerami za dramatických okolností do zahraničí. Z Německa se v létě roku 1948 s manželem přesunula do Velké Británie. S manželem se rozešla. Žila nejdříve v Paříži, od roku 1950 v Německu (Mnichov) a v 60. letech se přestěhovala do USA, kde učila a přednášela na vysokých školách (tehdejší Dean Junior College ve Franklinu u Bostonu) jako profesorka francouzštiny a němčiny.
Politicky se angažovala v československém exilu. Dočasně se vrátila do lidové strany a neúspěšně usilovala o obnovu meziválečné Československé národní demokracie. V prosinci 1948 se stala předsedkyní Sdružení československých žen v exilu. Od roku 1949 byla členkou Rady svobodného Československa. Během mnichovského pobytu redigovala časopis Návrat. V letech 1951–1955 byla spolupracovnicí rozhlasové stanice Svobodná Evropa. V Mnichově také dokončila třídílnou knihu Čapci očima rodiny (Hamburk: A. Vlach, 1961 a 1962, edice Skizeň). Zemřela na rakovinu.
S manželem měla dvě dcery, Martu (1931) a Helenu (1936). Marta se v USA provdala za T. Kastnera, se kterým měla tři děti. Jejich dcera Katherine Kastnerová se přestěhovala do Prahy, kde spolu s Camille Huntovou založila galerii Hunt Kastner Artworks.